# Shawn Phillips

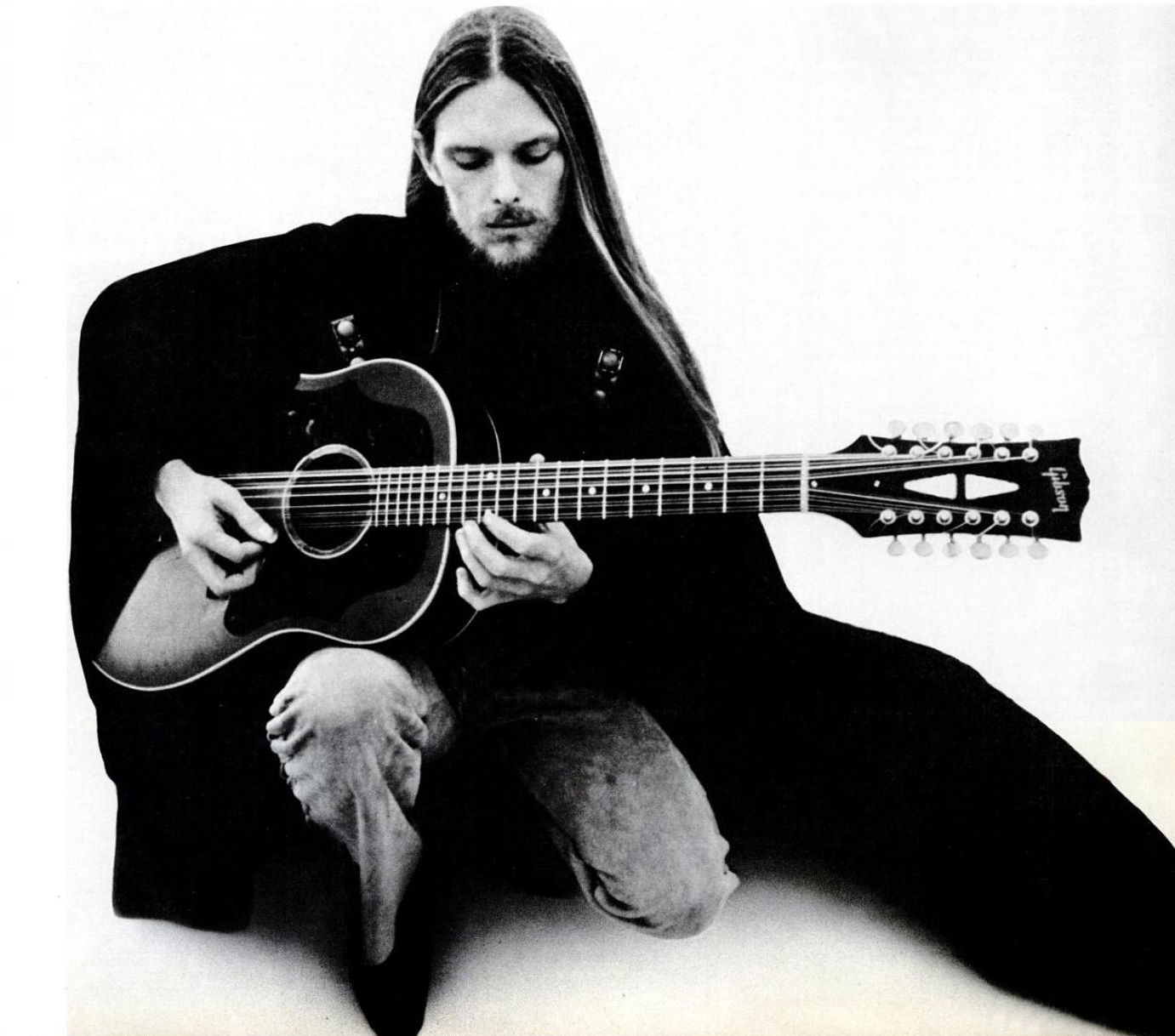
Shawn Phillips, 1971

Shawn Phillips (Fort Worth, 3 febbraio 1943) è un cantautore statunitense.

## Discografia

### Album da studio
- I'm a Loner (1964)
- Shawn (1965)
- Contribution (1970)
- Second Contribution (1971)
- Collaboration (1971)
- Faces (1972)
- Bright White (1973)
- Furthermore (1974)
- Do You Wonder (1975)
- Rumplestiltskin's Resolve (1976)
- Spaced (1977) (raccolta di materiale inedito pubblicato dalla A&M Records senza autorizzazione dell'artista)
- Transcendence (1978)
- Beyond Here Be Dragon (1988) (brani registrati nel 1983)
- The Truth If It Kills (1994) (solo per il mercato canadese)
- No Category (2004)

### Album live
- Living Contribution (2008) (CD e DVD)